# Cibotos
Cibotos (em grego: Κιβωτός; romaniz.: Kibotós), chamada Civetot pelos cruzados, foi uma fortaleza bizantina situada na Bitínia, próximo da cidade de Helenópolis, no sítio da antiga cidade de Cio. Durante a Cruzada Popular, foi ocupada por mercenários ingleses e mais adiante, em 1096, foi palco da importante batalha de Cibotos. Na Quarta Cruzada, foi ocupada pelos cruzados de Henrique I de Constantinopla (r. 1205–1216), pois possibilitava, via seu porto, fáceis comunicações com Niceia e Prusa.
Tempos depois, Teodoro I Láscaris (r. 1204–1221) do Império de Niceia, aproveitando-se da fraca guarnição disposta em Cibotos, e da condição ruinosa de seus muros, lança um ataque por terra e mar com o intuito de retomá-la para os gregos. Tal invasão instigou Henrique I a lançar um ataque, porém os gregos recusaram-se a entrar em combate e partiram para norte, onde sitiaram Cízico e Nicomédia. Depois disso, Henrique I desmantelou Cibotos e levou a guarnição da fortaleza consigo.